# Aleksander Pajewski
Aleksander Pajewski (ur. 5 stycznia 1879 w Suwałkach, zm. 1 września 1926 w Warszawie) – generał brygady Wojska Polskiego.

## Życiorys
Aleksander Pajewski urodził się 5 stycznia 1879 w Suwałkach, ówczesnej stolicy guberni suwalskiej, w rodzinie Aleksandra, oficera armii rosyjskiej, i Kazimiery z Kwiatkowskich. Kurs oficerski ukończył w Szkolnym Szwadronie Kawalerii w Jelizawietgradzie (obecnie Kropywnycki na Ukrainie). Od 1898 pełnił służbę w 6 pułku dragonów, a od 1907 w 2 Pawłogradzkim pułku huzarów gwardii. Od 27 listopada 1917 do 21 maja 1918 pełnił służbę w I Korpusie Polskim w Rosji.
Na początku 1919 został przydzielony do organizującej się Armii Wielkopolskiej. 31 stycznia 1919 został zatwierdzony przez generała porucznika Józefa Dowbor-Muśnickiego na stanowisku dowódcy 1 pułku Ułanów Wielkopolskich (późniejszy 15 pułk Ułanów Poznańskich). 4 marca 1919 objął dowództwo Brygady Jazdy Wielkopolskiej. 30 października 1919 został przyjęty do Wojska Polskiego z tymczasowym zatwierdzeniem stopnia generała podporucznika nadanego przez Naczelną Radę Ludową w Poznaniu. 4 marca 1920 został powołany na stanowisko szefa Departamentu IV Koni Ministerstwa Spraw Wojskowych w Warszawie. 25 września 1921 roku został inspektorem jazdy przy Inspektoracie Armii Nr V we Lwowie. 
3 maja 1922 roku został zweryfikowany w stopniu generała brygady ze starszeństwem z dniem 1 czerwca 1919 roku i 58. lokatą w korpusie generałów. 1 czerwca 1924 roku został mianowany szefem Departamentu II Kawalerii Ministerstwa Spraw Wojskowych w Warszawie. 
W czasie przewrotu majowego 1926 roku opowiedział się po stronie władz legalnych. 
Zmarł 1 września 1926 roku w Warszawie. Pochowany 4 września 1926 roku na Cmentarzu Wojskowym na Powązkach.

## Ordery i odznaczenia
- Krzyż Komandorski Orderu Odrodzenia Polski – 2 maja 1923[11][12]
- Krzyż Walecznych dwukrotnie
- Krzyż Oficerski Legii Honorowej
- Medal Zwycięstwa